# Macronaria

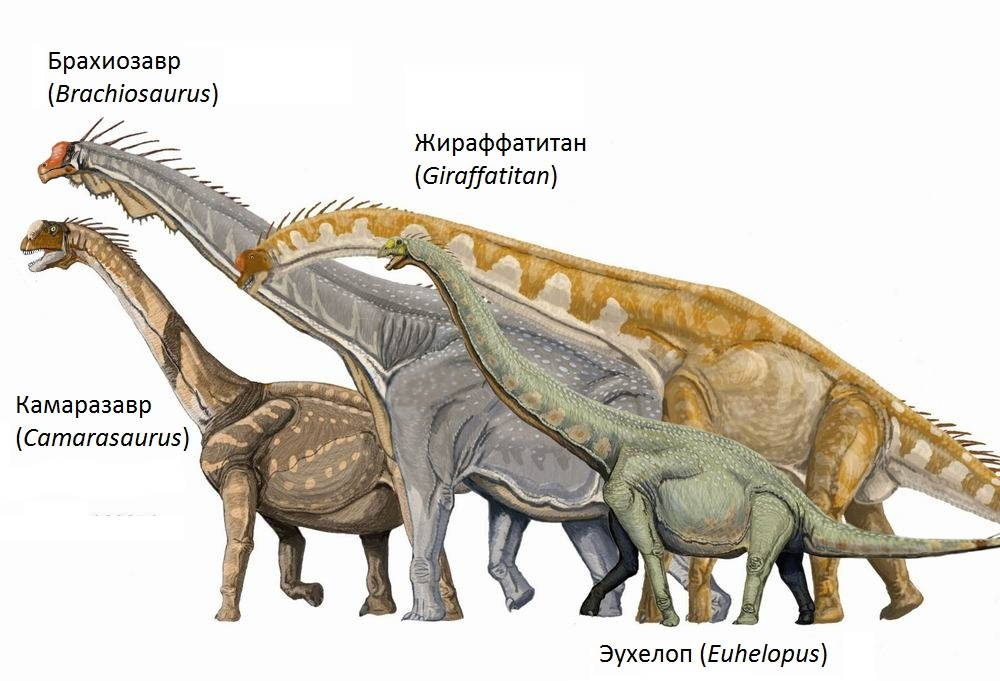
Een aantal bekende Macronaria: achteraan Camarasaurus, in het midden de nauw verwante Brachiosaurus en Giraffatitan en vooraan Euhelopus

De Macronaria ("grote-neusgaters") vormen een onderverdeling van de Neosauropoda, een groep uit de Sauropoda, plantenetende dinosauriërs. 
De klade is voor het eerst in 1998 door Wilson en Sereno gedefinieerd als de groep bevattende Saltasaurus en alle soorten nauwer verwant aan Saltasaurus dan aan Diplodocus. In 2005 gaf Sereno een exactere definitie door ook de soortnamen op te nemen: Saltasaurus loricatus en Diplodocus longus. De Macronaria zijn de zustergroep van de Diplodocoidea. Ze waren al een belangrijke groep in het Jura, opduikend in het Bathonien, maar bereikten een enorme bloei in het Krijt, met uitzondering van Noord-Amerika. Onderverdelingen van de Macronaria vormen de Camarasauromorpha en de Titanosauriformes; dit zijn géén zustergroepen maar beide klades gebaseerd op Saltasaurus: ze zijn dus in elkaar genesteld maar het is niet bekend welke de meer omvattende groep is.